# Додд, Райдер
Райдер Додд (англ. Ryder Dodd; род. 19 января 2006, Лонг-Бич, Калифорния) — американский ватерполист, игрок сборной США. Бронзовый призёр летних Олимпийских игр 2024 года, чемпион Панамериканских игр 2023 года. Участник летних Олимпийских игр 2024 года.

## Карьера
Райдер Додд учился в средней школе Сан-Хуан-Капистрано до 2024 года. С 2024 года проходит обучение в Калифорнийском университете в Лос-Анджелесе и играет за университетскую спортивную команду.
С 2023 года Райдер Додд играет в национальной сборной США.
На Панамериканских играх 2023 года сборная США, в составе которой играл Райдер, одержала победу, победив бразильцев в финальной встрече. Райдер Додд впервые в карьере стал чемпионом Панамериканских игр.
На Олимпийских играх в Париже сборная США заняла третье место на групповом этапе. В четвертьфинале американцы выиграли у австралийцев по пенальти, а в поединке за третье место обыграли венгров также по пенальти. Райдер Додд был одним из игроков сборной, забил голы в четвертьфинале и полуфинале.
У него есть родной старший брат Чейз Додд, который также является игроком национальной сборной.